# 芝州 (唐朝)
芝州，中国古代的州。
唐朝貞觀中置，治所在忻城县（今属广西壮族自治区）。属岭南道。辖境相当今广西壮族自治区忻城县、都安瑶族自治县东部等地。宋朝初年改为羁縻州，属广南西路。庆历三年（1043年）废入宜州。